# تکیه سقا نفار هندوکلا
تکیه سقانفار هندوکلا مربوط به سدهٔ ۱۳ ه‍.ق است و در شهرستان آمل، بخش مرکزی، روستای هندوکلا واقع شده و این اثر در تاریخ ۱۰ خرداد ۱۳۸۲ با شمارهٔ ثبت ۸۸۱۲ به‌عنوان یکی از آثار ملی ایران به ثبت رسیده‌است.

## ویژگی تکیه و سقانفار
این مجموعه دارای گستردگی خط و نوشته بسیار است که موجب تمایز این سقانفار با نمونه‌های همسان خود شده‌است. به گونه‌ای که از تمام اشعار مرثیه دوازده بند محتشم کاشانی به صورت گزیده استفاده شده‌است. نقش دیو سپید مازندران که چندین بار تکرار شده و نقش مردی برهنه و حیوانی در حال خوردن بدن او، از نقوش بسیار جالب این سقانفار است. در سقانقار در ایام ماه محرم ظرف بزرگ و بیضی شکلی قرار می‌دادند و در آن آب می‌ریختند تا مردم از آن آب بنوشند. بر روی تکیه نیز بر روی تخته‌های سقف آن نقاشی‌های بسیار ظریف از خورشید، فرشته، مرغی که در لانه بر تخم خوابیده‌است، رفرف مناظر جنگلی، مذهبی، کشتی، آهو و حسنین کشیده شده که به مرور زمان کمرنگ شده‌است.

## بانی اثر
در پایان نام خادم، نقاش، کاتب و تاریخ و حدیث بدین شرح آمده‌است، خادم درگه شاه‌مردان حاجی قربان بن کربلایی رمضان که معروف به حاج قربان خان هندویی ملاک و مشاور حقوقی میرزا حسین‌خان سپهسالار بوده‌است.